# Brigitte Hatz
Brigitte Hatz (* 20. März 1940 in Thalmässing (Mittelfranken, Bayern); † 23. Dezember 2022 in Pöttsching) war eine österreichische bildende Künstlerin.

## Biografie
Hatz studierte an der Akademie der Bildenden Künste Nürnberg, der Akademie der bildenden Künste Wien und der Hochschule für angewandte Kunst Wien.
Sie lebte als freischaffende Künstlerin seit 1961 in Wien, von 1970 bis 1997 in Mödling und seit 1997 in Pöttsching. Sie war mit Herbert Muck  verheiratet.
Anfänglich entstanden Arbeiten in Mosaik, Fresko und Glasfenstergestaltung. Entscheidend wurden die zu gobelinartiger Wirkung gebrachten Batiken, wie der 1969/1970 entstandene Bildzyklus an den Wänden der Festsaalerweiterung in der Wiener Tierärztlichen Hochschule, heute Universität für Musik und darstellende Kunst Wien. 1971 entstand eine mehrteilige Batiktuchwand für die Pfarrkirche Maria Enzersdorf-Südstadt.
Seit Anfang der 1970er Jahre rückte die Gestaltung räumlicher Kommunikationsspiele durch sorgfältig strukturierte künstlerische Objekte wie dem Gitterspiel oder Figurenspiel ins Zentrum ihres Schaffens.

## Einzel- und Gruppenausstellungen (Auswahl)
- Innsbruck, Canisianum, Raum und Bild – Lehrausstellung, Beteiligung, 1961
- Wien Lainz, Passionsbild – Ausstellung, Beteiligung, 1968
- Wien Lainz, Konzilsgedächtniskirche, 1970
- Wien, Akademie der bildenden Künste, 1972
- Innsbruck, Canisianum, Raum u. Bild. Lehrausstellung, Beteiligung, 1974
- „Gitterspiel“ Gestaltung und Verfilmung durch Max Vrecer, 1974 (Wiss.Film 12-1991)
- München, Gitarren-Improvisation zum Gitterfilm mit Tobies Michel, 1975
- Kunsthalle Bielefeld, „Zwischen den Dingen“, Gitterspiel, 1975
- München St. Bonifaz, Gitterspiel, 1976
- Innsbruck, Canisianum, Raum u. Bild Ausstellung, Gitterspiel, 1977
- Kunsthalle Bielefeld, „Auf der Suche nach dem Schatten“, Figurenspiel, 1978
- Wien, Akademie der bildenden Künste, „Zwischen den Dingen“, Gitterspiel, 1979
- Linz, Galerie Maerz, Galerie am Taubenmarkt, Gitterspiel, 1981
- Rod am Berg, „Bänderspiel“, 1982
- Harnstein, Gitterspiel, 1985
- Rolduc-Kerkrade, Holland, „Raumspiel“, 1988
- Michaelbeuern, Raumspiele, 1988
- Berlin Französischer Dom, RaumspieI, 1988
- Wien, Bundesinstitut für den wissenschaftlichen Film (ÖWF), Gitterfilm ins Repertoire für Hochschulen 1991
- Götzis, Gruppenspiel im Rahmen von Kult-Ur-Sprünge, 1992
- Karlsruhe Neureut, Uhl Kirche, Workshop, „Raumspiel-Aktionen“, 1992
- Bamberg, Philippus-Kirche, Raumspiel, 1994
- Pöttsching Meierhof, „Tanzbegegnung“, 2000 (Verfilmung durch Max Vrecer)

## Auftragsarbeiten und Ankäufe
- Wien Tierärztliche Hochschule, Aula, Batik-Tücher Zyklus, 1970[4]
- Maria Enzersdorf, Südstadt-Kirche der Pfarrexpositur Pfarre Hinterbrühl, seit 1993 Pfarre Maria Enzersdorf, 1992
- Kunsthaus Bregenz, Figurenspiel, 2011

## Audiovisuelle Medien
- Österreichische Mediathek, Technisches Museum Wien. Digitalisierung des Gitterspiels und Neuvertonung, P 2303, Bundesministerium für Bildung, Wissenschaft u. Kultur, 2005